# 度日
度日（英語：degree day）是用來度量加热或冷却的需求量，常用的單位為（攝氏度-日）或（華氏度-日）。SI單位制中，1（攝氏度-日）單位可表為8.64×10 4 （K·s）；1（華氏度-日）單位可表為4.8×10 4 （K·s）。在農業上，从作物種植起始日期所累計的总度日可用作物和害虫管理，以及擬定有害生物防除計畫。在節能计划中，还可以使用每周或每月度日的數值来計算空調建筑物的供暖和制冷能源需求量，稱為冷房度日（英文：cooling degree day）及暖房度日（英文：heating degree day），常用於建築性能模擬，同時也是建築能耗模擬軟體的重要參數。
度日的计算方法是温度函数對时间的积分。也就是累計監測溫度每日超過或低於某基準溫度的溫度差乘上時間。也就是：
1. 可以通过以下方法之一計算監測温度：
  1. 每小時平均溫度；
  2. 將每日溫度最大值和最小值之平均；
2. 確定所需之基準温度[1]。
3. 計算度日
  1. 累計當天每小時平均溫度與基準溫度之每小時差值，即可得當天之度日；
  2. 當天每日溫度最大值和最小值之平均與準溫度之差，即為當天之度日。

節能計畫中的的零度日（英文：zero degree day）是指供暖或制冷消耗最小时，这对电力公司预测季節性能源需求很有幫助。
度日可用于估计家庭取暖和制冷所需的能量消耗的有用度量，由于传导导致的热量散逸或进入与室内和室外温度之间的差异成正比，因此在室内将基本温度维持一定时间所需的能量大致与度数成正比。
例如，如果基准温度为18°C（64°F），并且假設室外温度整天維持在10°C（50°F），則當天为8度日（华氏度为14度日）。

## 美国
在美国，採用华氏為單位的每日温度均值（max + min/2 ）和基準溫度65 °F（18 °C） 來計算度日。 
- 如果每日平均温度是65 °F，不计算度数天。
- 如果日平均温度低于65 °F，华氏平均温度低于65 °F被视为加热度日。
- 如果日平均温度高于65 °F，华氏65度以上的平均华氏度 °F计算为冷却天数。

分别计算加热和冷却天数，以计算每月，季节性和每年的总加热和冷却天数。
- 高於基準溫度的度日計為冷房度日。
- 低於基準溫度的度日計為暖房度日。

加热和冷却程度的天数与加热和冷却需求密切相关。